# Die Brut (Roman)
Die Brut ist ein erstmals 2004 im Goldmann Verlag erschienener Kriminalroman von Thea Dorn.

## Kurzbeschreibung
Die erfolgreiche Fernsehmoderatorin Tessa Simon gerät durch ihre Schwangerschaft in ein Dilemma, da sie fürchtet, diese könnte ihre Karrierepläne gefährden. Auf Hinwirken ihres Lebenspartners entscheidet sie sich, das Kind zu bekommen, doch die Mutterschaft bringt viele Herausforderungen und Spannungen mit sich. Als das Kind durch einen Unfall umkommt, verschleiert Tessa dessen Tod: Sie inszeniert einen Entführungsfall, was eine große polizeiliche Untersuchung auslöst, erhält am Ende des Romans aber von einem verstorbenen Fan ein fast gleich altes Kind, das als ihres ausgegeben werden kann.

## Inhalt
Die Talkshow-Moderatorin Tessa Simon ist im Frühherbst zu Beginn der Handlung auf einem guten Weg hin zum privaten und beruflichen Glück: Seit „einem knappen Jahr“ lebt sie in einer festen Beziehung mit dem Schauspieler Sebastian Waldenfels, seit drei Monaten in einem 300-Quadratmeter-Loft, und sie „moderierte Auf der Couch, eine der angesagtesten Talkshows, die es im deutschen Fernsehen gab. Zwar nur auf einem Regionalsender, aber dies hier war das Sendegebiet.“ Der nächste Sprung auf der Karriereleiter steht bevor, als der überregionale Sender Kanal Eins ab Januar Auf der Couch übernehmen will. Einem überraschenderweise positiven Schwangerschaftstest begegnet Tessa zunächst mit Verleugnung: „Es war unmöglich. Sie konnte nicht schwanger sein. Nicht jetzt. Nicht mit der Aussicht auf Kanal Eins.“ Sebastian sagt sie vorerst nichts von der Schwangerschaft, erwägt einen Schwangerschaftsabbruch und lässt die Pflichtberatung bei einem Privatarzt über sich ergehen, dem sie mitteilt: „Ich bin keine Mutter. Schon als Kind habe ich es gehasst, mit Puppen zu spielen. […] Vielleicht würde ich das Kind ja bekommen, wenn es eine Schildkröte würde. Kassiopeia habe ich mit Hingabe gefüttert“. Erst nachdem alles für den Schwangerschaftsabbruch vorbereitet ist, redet sie mit Sebastian über die Schwangerschaft, der sie bittet: „Ich will ein Kind mit dir haben.“
Tessas Produzent Attila de Winter, anfänglich fassungslos über die plötzliche „Kindermacke“ seines Schützlings, meint wenig später, „dass es PR-technisch gar nicht schlecht sei, wenn Tessa auf Kanal Eins schwanger begann.“ Tessas Gast bei ihrer ersten Kanal-Eins-Show am zweiten Donnerstag im Januar: „Nuala. Die schwarze Pantherin. Der deutsche Popstar des letzten Jahres.“ Die Show wird, weil Nuala sich überraschend als Morbus-Hodgkin-Patientin outet und Tessa souverän doch angemessen reagiert, zum Triumph für Tessa. Nach Verlassen des Studios treffen Tessa und Sebastian auf den Tessa-Simon-Fan Susanne Lambertz, der gleichfalls schwanger ist, ein Autogramm und ein Zweier-Foto mit Tessa wünscht, das Sebastian mit Lambertz‘ Kamera knipst. Tessa genießt es, dass die Kombination aus Karriereschritt und Schwangerschaft ihr eine Titelstory für eine wichtige Populäre Illustrierte einbringt, begleitet von öffentlichem Rummel an „jeder Litfaßsäule, Plakatwand“. Weniger genießt sie die oft üblichen Begleiterscheinungen der Schwangerschaft wie anfängliche Übelkeit oder heftige Tritte des Ungeborenen, die sie in einer Stresssituation einmal damit quittiert, ihrerseits mit der flachen Hand gegen den Bauch zu schlagen. Zu den physischen Veränderungen während und nach der Schwangerschaft treten auch psychische Veränderungen, beispielsweise Anflüge von Paranoia und akustische Halluzinationen.
Die Wunschkaiserschnitt-Geburt ihres Sohnes Victor erfolgt am 5. Juni, Tessa ist generell beeindruckt von dem kleinen Kerl, am „meisten aber trafen sie seine Augen. Riesig. Blau. Wimpernlos. Und vollkommen undurchschaubar. Sie wartete auf ein Lächeln von Victor, wie sie sonst nur auf die Quoten wartete.“ Im Hochsommer des zweiten Kalenderjahrs der Roman-Handlung macht Sebastian Tessa einen Heiratsantrag. „Das Fest sollte gewaltig werden. Sie hatten das Schlosshotel schon gebucht, in dem sie am letzten Oktobersamstag feiern würden. […] Sie brauchten das ganze Hotel. Mit Terrasse. Und Bootshaus. Und Strand.“ Die vorübergehend wieder genesene Nuala singt auf der Hochzeit, an die sich unmittelbar die Kindstaufe anschließt, und außer einem riesigen Kuscheltier-Panther von Nuala für Victor gibt es ein Eltern-Kind-Foto für die Presse. Im September nimmt Tessa wieder die Arbeit bei Auf der Couch auf, die Quoten ihrer Sendung sinken jedoch ab November „kontinuierlich“. Im Schnee des folgenden Januar gibt es ein kleines Kleinfamilien-Idyll: „Sie balgten sich wie einjährige Schneeleoparden. Die Welt war in den Stand der Unschuld zurückgekehrt. Die einfachsten Dinge wurden Glück“. Doch das Idyll trügt: Sebastian gesteht Tessa gleich darauf, dass er ein Regieangebot habe. Die Aufnahmen sollen im April losgehen, und Sebastian wäre sieben Wochen weg.
Während Sebastians Abwesenheit kommt es zwischen Tessa und Victor beim Breiverzehr zu einem kleinen Eklat, so dass Tessa in einem Wutanfall das Brei-Gläschen zu Boden schleudert. Die Reaktion des Kindes: „Eine Sekunde glaubte sie, ein Lächeln in seinen Augen gesehen zu haben. Boshaft. Voll Schadenfreude.“ Wenig später schüttelt sie ihn: „Jetzt hör endlich mit der Plärrerei auf!“ Zehn Monate nach der Geburt erleidet Tessa im Backstage von Auf der Couch einen „Schwächeanfall“, fast zeitgleich eröffnet ihr ihr Produzent, dass Auf der Couch wegen zu schlechter Quoten im Sommer eventuell eingestellt werden würde. Im Hochsommer fängt Tessa im Vorfeld einer für die Zukunft von Auf der Couch entscheidenden Sendung wieder zu rauchen an. Victor schreit wegen der nächtlichen Hitze. „Heulte wie eine Sirene in an- und abschwellenden Tönen. Tessa legte ihn an ihre Schulter und wiegte ihn“, erfolglos, muss dringend die entscheidende Sendung vorbereiten. Damit Victor schläft, legt sie sich mit ihm auf die kühlere Dachterrasse, zeigt ihm während seines Einschlafens die Sterne.
Nachdem Tessa eingedöst ist, klettert das wieder erwachte Kind über einen Liegestuhl auf einen Tisch, der direkt an der Brüstung steht, greift anscheinend nach den Sternen und stürzt just in dem Moment, als Tessa erwacht, in die Tiefe. Tessa packt das tote Kind in einen großen Camping-Kühler, den Sebastian später in den Keller stellen wird, wo auch der riesige Kuscheltier-Panther gelandet ist, begibt sich mit dem Babyjogger auf ihre üblichen Jogging-Strecke, fingiert dort einen Überfall auf sich und die Entführung des Kindes. Die „riesige Maschinerie“ polizeilicher Ermittlungen läuft an, „eine Titanic, die niemand mehr daran hindern konnte, in See zu stechen“. Polizei weilt anfangs rund um die Uhr im Loft von Tessa und dem heimkehrenden Sebastian: Telefonie-Experten, eine Polizeipsychologin, der ermittelnde Kriminalhauptkommissar Arndt Kramer. Ebenso wie die Polizei und die Presse macht die Familie des Ehepaars Rummel: „Alle hatten sie inzwischen angerufen“.
Die Beziehung zwischen Tessa und Sebastian scheint sich derweil unter der Belastung aufzulösen: „Sebastian und sie waren in den letzten vierundzwanzig Stunden auseinander gefallen wie ein alter Stuhl, auf den sich jemand zu Schweres gesetzt hatte.“ Ein Brief trifft ein, von dem Kommissar Kramer später annehmen wird, Tessa habe ihn selbst verfasst: „DU SCHLAMPE HAST DIESES KIND NICHT VERDIENT. VICTOR GEHÖRT MIR.“ Kramer folgert daraus, man könne sich bei den Ermittlungen mehr „auf Frauen mit unerfülltem Kinderwunsch“ konzentrieren und präsentiert nacheinander zwei aufgrund der Ermittlungen grundsätzlich als Täterinnen nicht auszuschließende Frauen. Während die Zeit des Wartens auf ein Zeichen der vermeintlichen Entführerin dahinschleicht und die polizeiliche Betreuung sich nach und nach ausdünnt, geht die dank Hut und Trauerschleier unkenntliche Tessa zur Beerdigung von Nuala, die im Frühsommer verstorben ist. Unbemerkt beschatten zwei Polizisten Tessa, verlieren sie aber in der Fan-Menge. „Fünf, sechs ölig glänzende Schmeißfliegen“ umschwirren den riesigen Kuscheltier-Panther, den Nuala zu Victors Taufe geschenkt hatte und in dem nun das aus dem Camping-Kühler herausgeholte tote Kind eingenäht ist, das Tessa zu dort schon liegenden zwei Dutzend Stoffpanthern ins Grab wirft, die Nuala von ihren Fans, Angehörigen, Freunden bereits als Grabbeigabe erhalten hat.
In der folgenden Vorweihnachtszeit findet Tessa beim Verlassen ihrer Wohnung einen Buggy mit einem Kind, das dem ihrem sehr ähnlich sieht, und einem Brief ihres Fans Susanne Lambertz, in dem jene behauptet, sie hätte Victor entführt und bereue es. Der Brief endet mit dem einen Suizid ankündigenden Satz: „Beten Sie für mich, dass ich dem Höllenfeuer entkomme!“ Nicht nur das Kind taucht scheinbar wieder auf, sondern für Tessa auch eine erneute berufliche Perspektive als Moderatorin einer Vermisstenshow. Kommissar Kramer allerdings präsentiert Tessa das Fan-Foto, auf dem sie schwanger neben der schwangeren und nun toten Susanne Lambertz zu sehen ist, und erzählt, dass Lambertz im August gleichfalls entbunden habe: „Es wäre interessant zu wissen, wo dieses Kind geblieben ist, nicht?“
In ein Märchen verpackt berichtet Kramer Tessa von seinen Ermittlungen gegen sie, die er des Kindsmordes verdächtigt. Nuala exhumieren zu lassen, um das tote Kind zu finden, scheide aus: „Die Troubadourin [=Nuala] war keine einfache, sondern die beliebteste Troubadourin im Königreich gewesen. Und der Wolf [=Kramer] hätte stärkere Beweismittel in der Hand haben müssen, damit ihm der oberste Richter erlaubt hätte, die Totenruhe der Troubadourin zu stören.“ Eine DNA-Analyse des frisch aufgetauchten Kindes und der Schein-Eltern Tessa und Sebastian sei für Kramer nicht in Frage gekommen: „Hätte der Wolf das tatsächlich tun sollen? Was hätte er davon gehabt? Vielleicht hätte er beweisen können, dass das Kind, das die Prinzessin [=Tessa] in der Winternacht […] gefunden hatte, nicht ihr Kind, sondern das Kind einer verwirrten Untertanin [=Susanne Lambertz] war, die sich getötet hat. Den Mord hätte er der Prinzessin  damit jedoch immer noch nicht nachgewiesen. […] Der Einzige, der dabei ernsthaft bestraft worden wäre, wäre das andere Kind gewesen. So konnte es ein Leben als Prinz führen. Andernfalls wäre es vielleicht im Waisenhaus gelandet.“

## Textanalyse
Bei Die Brut handelt es sich um einen in Personal-Form erzählten Kriminalroman mit genretypischen Merkmalen wie falschen Tatverdächtigen, z. B. der langjährigen Ex-Lebenspartnerin von Sebastian oder der zornigen Zwischenruferin in einer Sendung von Tessa. Der Roman spielt „im frühen einundzwanzigsten Jahrhundert“ in einem bedeutenden deutschsprachigen Medienstandort, exakter: Anfang der 2000er Jahre. Die Handlung erstreckt sich vom September des ersten Kalenderjahrs der Roman-Handlung bis zum Ende des dritten Kalenderjahrs der Roman-Handlung.

### Themen
Gleich Tessa Simons Leben ist das Themenfeld des Romans Die Brut zwiegespalten. Das eine Thema ist die „unangreifbare Macht medialer Präsenz“, so der Literaturwissenschaftler Stephan Mawick. „In Zeiten, in denen ein Leben erst durch die Titelseiten der Magazine zu etwas Bedeutungsvollem wurde“, ersetzen die Medien unter anderem auch den Beichtstuhl oder die Psychoanalyse, so Sebastians Vater an einer Romanstelle zu Tessa: „Verstehe ich das richtig, dass Sie sich bei der Sendung ganz explizit auf die Situation der Freudschen Psychoanalyse beziehen?“, also das Liegen des Patienten auf der Analyseliege: „Und das kann man ja durchaus so begreifen. Wenn man davon ausgeht, dass die Psychoanalyse im frühen zwanzigsten Jahrhundert die Funktion der Beichte übernommen hat, und man nun behauptet, dass im frühen einundzwanzigsten Jahrhundert das Fernsehen wiederum diese Funktion übernimmt.“ Allerdings nutzt Tessa Simon ihre mediale Präsenz nicht, um ihr Augenblicksversagen bei Victors Tod zu beichten oder zu erklären, sondern die mediale Präsenz trägt zur Vertuschung des Todesfalls bei und zum weiteren Fortschreiten von Tessas Karriere, ganz im Sinne einer Politikerin, die relativ zu Beginn des Romans bei Auf der Couch meint: „Ich glaube, dass Frauen einen großen Nachholbedarf haben, was das Verfolgen ihrer eigenen Ziele im Leben angeht. Aber ich wehre mich strikt dagegen, dass dies von der Gesellschaft dann gleich als Karrierismus oder Rücksichtslosigkeit ausgelegt wird.“ Der „Mythos des Mutterinstinkts“ wird in Die Brut hinterfragt, so die Literaturwissenschaftlerin Julie Miess, der eigene Überlebensinstinkt darf in den Vordergrund treten. Angesichts großstädtischen Verfalls im Umfeld des Kanal-Eins-Studios denkt Tessa einmal: „Erosion. Die Stadt erodierte. Am Ende würde nichts von ihr übrig bleiben außer einer hohen Felsnadel. Und auf dieser Felsnadel würde sie sitzen, Tessa Simon, die Gipfelfrau, die Überlebende.“

### Figuren

#### Hauptfigur
- Theresia „Tessa“ Simon: Die Halbwaise[66] ist „in einer gottverdammten Kleinstadt“ geboren,[4] hat ein Abitur von 1,7[67] und ist im ersten Kalenderjahr der Roman-Handlung 33 Jahre,[4] nach der Geburt des Kindes 34 Jahre.[68] Zu Beginn der Handlung ist sie sein „einem knappen Jahr“ mit Sebastian Waldenfels liiert.[1]

#### Nebenfiguren (Auswahl)
- Sebastian Waldenfels: Das Einzelkind[69] ist Sohn eines emeritierten Germanistik-Professors und einer erfolgreichen Pianistin[70] und im Juli des zweiten Kalenderjahrs der Roman-Handlung 48 Jahre alt.[71] Der auskömmlich erfolgreiche Schauspieler hat dunkelblondes Haar, das sich am Hinterkopf zu lichten beginnt,[72] eine griechische Nase und eine hohe Stirn.[73]
- Arndt Kramer: Dieser Kriminalhauptkommissar hat blassgrüne Augen, mit bernsteinfarbenen Punkten gesprenkelt.[74] Diese „großen“ Augen, „die grauen Locken und der hängende Schnurrbart verliehen seinem Gesicht etwas Trauriges. Keine Spur von Staatsmacht. […] Die Stimme passte nicht zu seinem traurigen Gesicht. Es war die Stimme eines Zollbeamten, der zu viele Nachtschichten hinter sich hat.“[75]
- Nuala: Die farbige Sängerin war ein Jahr vor ihrem Interview bei Auf der Couch noch Nebendarstellerin in einer Vorabendserie, ist im Vormonat von Auf der Couch „von einer großen deutschen Popzeitung zur Newcomerin des Jahres gewählt“ worden: „Sie haben über eine Million Platten verkauft, Tausende von Fans jubeln Ihnen bei Ihren Konzerten zu.“[76] Das Outing von Nualas Krankheit verhilft Tessa zu einem großen beruflichen Triumph, dass Nuala an der Krankheit stirbt zu einer eleganten Möglichkeit, das tote Kind in Nualas Grab zu beseitigen.[51]
- Attila de Winter: „Der Mann, der sich selbst als muslimisch-protestantischen Atheisten bezeichnete“,[77] ist Tessas Produzent[78] mit „türkisch-holländischen“[79] Wurzeln und Victors Taufpate.[80]
- Susanne Lambertz: Der blonde[81] Fan von Tessa Simon taucht nur beiläufig im Text auf, wird nach ihrem Suizid aber zur Dea ex machina, die Tessa vor weiterem Ungemach bewahrt und das Familienidyll oberflächlich wieder herstellt.

## Rezeption
Mit Die Brut schuf Thea Dorn nach Auffassung der Süddeutschen Zeitung den „Inbegriff eines postfeministischen Krimis“, nach Auffassung der Zeit ein „Meisterstück“, das im Fuhrpark des Krimigenres zu den „Edelkarossen“ gehöre und zwar „ein wenig zu lang“, doch sehr „spannend, ja raffiniert“ sei. Die Frankfurter Allgemeine Zeitung lobte an dem „unterhaltsam trivialen und zugleich intelligenten, ja gelehrten Kriminalroman“ den „eleganten Zynismus des Stils, dem nach der Art Oscar Wildes nichts heilig ist, schon gar nicht das Mysterium der Mutterschaft“. Dass Dorn mit „bösartigem Vergnügen am blankpolierten Klischee“ ans Werk gegangen ist, sorgte andererseits dafür, dass Die Brut auch als „ein verstörender, ein beunruhigender Roman“ aufgefasst wurde, wie es im SWR3-Buchtipp hieß. Ebenso zur Verstörung trug bei, dass Dorn das Thema Mutterglück „hinreißend verächtlich und ressentimentgeladen als ein schauderhaftes Immergleiches“ darstellt, so die Frankfurter Allgemeine Zeitung: „Passagenweise so schmerzhaft ausführlich, daß dem Leser so langweilig ist wie bei einer Talkshow von Gabi Bauer oder Margarethe Schreinemakers. Aber für sein Durchhaltevermögen wird er immer wieder reich belohnt.“ Besonderen Gefallen fanden Kritiker am „furiosen“ Finale, von dem Mawick als einer „geradezu märchenhaft arrangierten Lösung“ spricht: „eine von Goethes ‚Wahlverwandtschaften‘ inspirierte waghalsige und groteske, aber stimmige Konstruktion in logischer und literarischer Präzisionsarbeit“, so die Frankfurter Allgemeine Zeitung.

## Textausgaben (Auswahl)
- Die Brut. Roman. Goldmann, München 2004. ISBN 3-442-54566-8.
- Die Brut. Roman. Taschenbuchausgabe. Goldmann, München 2005. ISBN 3-442-46079-4.